# John Borrows
John Borrows (ou Kegedonce en Anishinaabe) est un universitaire et juriste canadien. Il est professeur de droit à l'université de Victoria, où il détient la Chaire de recherche du Canada en droit autochtone. Il est reconnu comme une autorité de premier plan en matière de droit autochtone et de droit constitutionnel et a été cité par la Cour suprême du Canada.

## Jeunesse et éducation
Borrows est Anishinaabe/Ojibway, et membre de la Première Nation des Chippewas de Nawash en Ontario, Canada,.
Borrows grandit près de la réserve de Cape Croker sur la baie Georgienne en Ontario. La mère de Borrows s'est enfuie pour échapper à l'envoi dans un pensionnat autochtone canadien. Borrows la crédite de lui avoir enseigné les lois autochtones pendant qu'il grandissait sur les terres que sa famille cultivait. L'oncle de Borrows est un ancien chef, un de des arrière-grand-pères est conseiller depuis longtemps, et son arrière-arrière-grand-père est l'un des signataires d'un traité foncier avec la Couronne.
Borrows obtient une licence et une maîtrise de l'université de Toronto en politique et histoire. Il obtient ensuite son doctorat en droit et sa maîtrise en droit à la même université, et son doctorat en philosophie à la Osgoode Hall Law School. Pendant son séjour à Osgoode, il lance un programme d'échange juridique autochtone international, qui est toujours actif en novembre 2018.

## Carrière
Borrows enseigne à la l'université de la Colombie-Britannique de 1992 à 1998, où il est le premier directeur des études juridiques des Premières Nations. Pendant son séjour là-bas, il contribue à créer une clinique juridique au service des membres du Downtown Eastside de Vancouver, qui est toujours active en novembre 2018,.
De 1998 à 2001, Borrows enseigne le droit à l'université de Toronto, où il contribue à créer le programme de droit autochtone June Callwood. En 1999, Borrows travaille dans le nouveau territoire créé du Nunavut pour aider à développer son infrastructure juridique. Il enseigne à la Akitsiraq Law School, qui est une succursale temporaire de l'université de Victoria,.
En 2001, Borrows rejoint la faculté de droit de l'université de Victoria (UVic), y enseignant pendant la majeure partie de la décennie suivante. En 2003, Borrows devient titulaire de la Chaire en justice autochtone de la Fondation du droit à l'UVic. Plus tard, il enseigne également à l'université de Melbourne, à la faculté de droit de l'université de Waikato en Nouvelle-Zélande, et à l'université du Minnesota, où il est titulaire de la Chaire Robina en droit et société,,.
En 2015, Borrows retourne à l'université de Victoria. En 2017, il devient titulaire de la Chaire de recherche du Canada en droit autochtone.
Après la retraite du juge en chef Beverley McLachlin de la Cour suprême du Canada, il y avait une spéculation généralisée selon laquelle Borrows était un candidat de premier plan pour être le premier juriste autochtone à siéger à la plus haute cour du pays. Finalement, le poste est attribué à Sheilah Martin, ce qui conduit des figures du monde du droit autochtone telles que Scott Robertson, le président de l'Association du Barreau autochtone, à exprimer publiquement leur déception à l'égard de la décision du Premier ministre Justin Trudeau de ne pas choisir une personne autochtone. Selon le Toronto Star, le nom de Borrows ne figurait pas sur la liste restreinte, donc soit il n'a pas postulé, soit il n'a pas été retenu dans la liste finale,.
Borrows, avec sa collègue Val Napoleon, joue un rôle essentiel dans la création du programme commun de droit civil et de droit autochtone (JD/JID) à la faculté de droit de l'université de Victoria, le premier programme dans une faculté de droit canadienne permettant une étude intégrée du droit canadien de tradition de common law et des traditions juridiques autochtones. Le programme est un programme de quatre ans et a ouvert ses portes à l'automne 2018.
Borrows est impliqué dans les programmes de droit autochtone à Osgoode Hall, à la faculté de droit de l'université de Windsor, à la faculté de droit de la faculté de droit de Western, et à la faculté de droit de l'université McGill. Borrows est également professeur invité à l'Arizona State University College of Law, à l'université de Nouvelle-Galles du Sud, à l'université de Waikato, à l'université Brigham Young, à l'université de l'Arizona, à l'université Princeton, et à l'université McGill.

## Impact
Borrows est reconnu comme une autorité de premier plan en droit autochtone canadien et en droit constitutionnel et est cité à plusieurs reprises par la Cour suprême du Canada.
Pamela Palmater (en), la présidente de la gouvernance autochtone à l'université métropolitaine de Toronto, crédite Borrows, Val Napoleon et Taiaiake Alfred à l'université de Victoria, et Glen Coulthard (en) à l'université de la Colombie-Britannique d'un changement radical dans l'étude du droit autochtone au Canada au cours des deux dernières décennies, passant du droit canadien appliqué aux peuples autochtones au droit autochtone réel.

## Honneurs et récompenses
Borrows reçoit un Prix national de réalisation autochtone pour son travail juridique. Il est également membre de la Fondation Trudeau et membre de l'Académie des arts, des sciences humaines et des sciences du Canada (RSC) de la Société royale du Canada (la plus haute distinction académique du Canada). En 2012, il reçoitu le Conseil des peuples autochtones (I.P.C.) de l'Association du Barreau autochtone.
En 2017, Borrows remporte le Prix Killam en sciences sociales. En 2018, il est désigné comme l'un des vingt-cinq avocats les plus influents au Canada,.
Borrows reçoit également plusieurs doctorats honorifiques, dont un de l'université Dalhousie. En 2018, il reçoit un doctorat honorifique de l'université York.
Borrows est nommé officier de l'Ordre du Canada en 2021.